# Zavržene ribiške mreže
Mreže duhov oz. 'ghost nets' je izraz, ki označuje izgubljene  ali zavržene ribiške mreže, ki so jih v morja in oceane odvrgli ribiči. V morju je po poročilu FAO (Food and Agriculture Organization – Organizacija Združenih narodov za prehrano in kmetijstvo) in UNEP (United Nations Environment Programme) 640.000 ton zavrženih ribiških mrež, ki predstavljajo desetino vseh morskih odpadkov. Dnevno v oceanih pristane 8 milijonov novih odpadkov, ki pa so lahko vir surovin za nove izdelke.

## Opis
Mreže so običajno v šibki svetlobi ob morskem dnu skoraj nevidne. Pogosto so zapletene ob skalne grebene ali plavajo po površju odprtega morja. To so mreže, ki ne nehajo loviti in so velika nevarnost za morske ekosisteme. V tako imenovanih ghost nets se ujame več kot 250 vrst živali, kot so želve, ribe, delfini, morski psi, raki, morske krave, ptiči in občasno tudi potapljači. Mreže živalim omejujejo gibanje, privedejo do izstradanja, poškodb in infekcij ter zadušitve pri tistih, ki se ne morejo povzpeti na površje po zrak.
Nekateri ribiči uporabljajo mreže, ki tvorijo podolgovati zid dolg stotine metrov (v morje jih spustijo preko plavajočih boj). V tovrstne mreže se ujamejo vse ribe in ostale živali določene velikosti (odvisno od velikosti mreže). Ribiči običajno mreže poberejo in ulov shranijo. V primeru, da mreže opustijo le-te lovijo ribe in ostale živali dokler teža ulova ne presega plovnosti boj. Mreža se nato potopi in ulov postane hrana ostalih rib in živali morskega dna. Nato plovci oz. boje mrežo ponovno potegnejo na površje in cikel se nadaljuje. Zahvaljujoč visoko-kvalitetnim materialom mrež, ki se uporabljajo danes, se uničenje nadaljuje še zelo dolgo, lahko celo več stoletij.

Problem ni le v mrežah; starinske vrše za lovljenje rakov, brez potrebnih varnostnih mehanizmov prav tako prekrivajo morska tla in postanejo oz. ostanejo tekom let past za rake. Za morske živali, ptiče in obalne sesalce so smrtonosni tudi klopčiči zvitega in zavozlanega laksa. V tolažbo nam lahko šteje, da tekom let mreže postanejo vse bolj zapletene in tako manj nevarne.

## Rešitve
Odstranjene ribiške mreže iz morij prepogosto končajo na odlagališčih odpadkov ali v sežigalnicah.
Francoska vlada je med letoma 1980 in 1981 namenila določena sredstva kot nagrado tistim, ki bi izročili ghost nets lokalni obalni straži vzdolž delov obale Normandije. Projekt so opustili, ker so ljudje namensko uničevali mreže, da bi prejeli nagrade, ne da bi pri tem dejansko očistili del obale ali oceana.

### HSI (Healthy Seas Initiative)
V projektu Healthy Seas Initiative (HSI) od odpadka do obleke sodeluje tudi Slovenija. Gre za projekt, ki stremi k očiščenju morja odpadnih ribiških mrež in ponovni uporabi le-teh (odstranitev odpadkov in njihova predelava v oblačila). V projektu sodelujejo trije partnerji: podjetje Aquafil (lastnik Ljubljanske tovarne Julon, kjer poteka predelava mrež), ki mreže predela v econyl nit; ECNC Group (European Expertise Centre for Biodiversity and Sustainability - Evropski center za biodiverziteto in trajnostni razvoj), ki pobira in zbira mreže iz morja in podjetje Star Sock, ki iz tega izdeluje nogavice. Omeniti velja, da so mreže sekundarna surovina za izdelavo najlona. Pot mreže, ki jo potapljači odstranijo iz morja gre preko skladišča v Ajdovščini (priprava na nadaljnjo predelavo), kjer mesečno obdelajo 320 ton mrež do obrata v Ljubljani, kjer v enem mesecu predelajo 1200 ton odpadnih materialov. Gre za edinstven sistem na svetu. Poudariti pa velja, da je za reciklažo primeren le najlon 6 (v mrežah so pogosto prisotni še drugi materiali kot so jeklo, vrv, plovci, poliipropilen,...). V tovarni Julon vsak mesec predelajo 260 ton materiala iz ribiških mrež (s predelavo 1000 ton prihranijo več kot 3000 sodov nafte, ki bi jo sicer potrebovali pri izdelavi najlona). Novi material econyl je visoko kakovostni surovi material, ki se lahko uporabi za izdelke kot so nogavice, kopalke, spodnje perilo, preproge,... Sam projekt HSI pa je zastavljen veliko širše. Trenutno potekajo pilotne raziskava na treh območjih oz. regijah: Severno morje (Nizozemska in Belgija), Jadransko morje (Italija, Slovenija in Hrvaška) in Sredozemlje (Španija). Rezultati le-teh bodo služili kot osnova nadaljnjim projektom.

### DEFISHGEAR (Derelict Fishing Gear Management System)
Omeniti velja tudi projekt DEFISHGEAR (Derelict Fishing Gear Management System) - Sistem ravnanja z odpadno ribiško opremo. Na pobudo Kemijskega inštituta RS se je  zbralo 16 partnerskih organizacij iz sedmih držav Jadranskega morja (Albanija, Bosna in Hercegovina, Hrvaška, Grčija, Italija, Črna gora in Slovenija). Gre za regionalno usklajeno strategijo zmanjšanja količin morskih odpadkov. Analiza bo državam pomagala pri prepoznavanju izvora odpadkov in bo podala oceno količin in tipa odpadkov. Eden od glavnih ciljev projekta je zbiranje in recikliranje zapuščene ribiške opreme (mreže). Hkrati pa je pomembna komponenta projekta tudi povečanje ozaveščenosti o problematiki odpadkov (publikacije, video posnetki, medijske aktivnosti, akcije čiščenja obale, delavnice,...).